# Vincent Guigueno
Vincent Guigueno, né le 30 mai 1968 à Vannes, est un ingénieur civil et un historien français. Spécialiste de l'histoire maritime et notamment des phares, il est connu par la publication d'ouvrages grand public sur l'histoire des phares français. L'ouvrage Le Phare Amédée, lumière de Paris et de la Nouvelle-Calédonie, co-écrit avec Valérie Vattier, reçoit en 2013 le grand prix du salon du livre insulaire.
En 2016, il est le lauréat du prix André Giret de l'Académie de marine du fait de ses travaux concernant le domaine maritime.

## Biographie
Vincent Guigueno est né le 30 mai 1968 à Vannes dans le département du Morbihan.
Il commence ses études supérieures en intégrant l’École polytechnique en 1988. Durant sa première année, il effectue une période, à cheval sur 1988 et 1989, à bord de la frégate Duguay-Trouin, en mission dans le golfe Persique, comme commissaire de la Marine. À l’issue de ces trois années d’études, le nouvel ingénieur polytechnicien poursuit en intégrant l’École nationale des ponts et chaussées en 1991. Durant sa dernière année, il complète avec un diplôme d'études approfondies (DEA) en Organisation et Pilotage des Systèmes de Production dont il suit la formation en partie à l’Université Paris-Est-Marne-la-Vallée (UPEM). En 1994, il termine ce cycle en devenant ingénieur civil des ponts et chaussées,.
Ensuite, du fait de professeurs d’histoire, des deux écoles, qui l’ont plus qu’intéressé à leur matière, il change d’orientation en commençant en 1995 un doctorat en histoire de l’Université Panthéon-Sorbonne. Le sujet de sa thèse est le service des phares et son directeur Antoine Picon. En 1999, il devient docteur en histoire après avoir soutenu avec succès : Au service des phares. La signalisation maritime en France, XIXe-XXe,.
Vincent Guigueno commence sa carrière professionnelle par un retour à l’École des Ponts pour prendre les postes de secrétaire général du département Villes, Environnement, Transport et de responsable de la formation des architectes urbanistes de l’État. En 2002, tout en restant dans l’école il devient enseignant chercheur dans le laboratoire Techniques, Territoires et Sociétés (LATTS). De 2006 à 2008, il devient chercheur associé à l’École française de Rome.

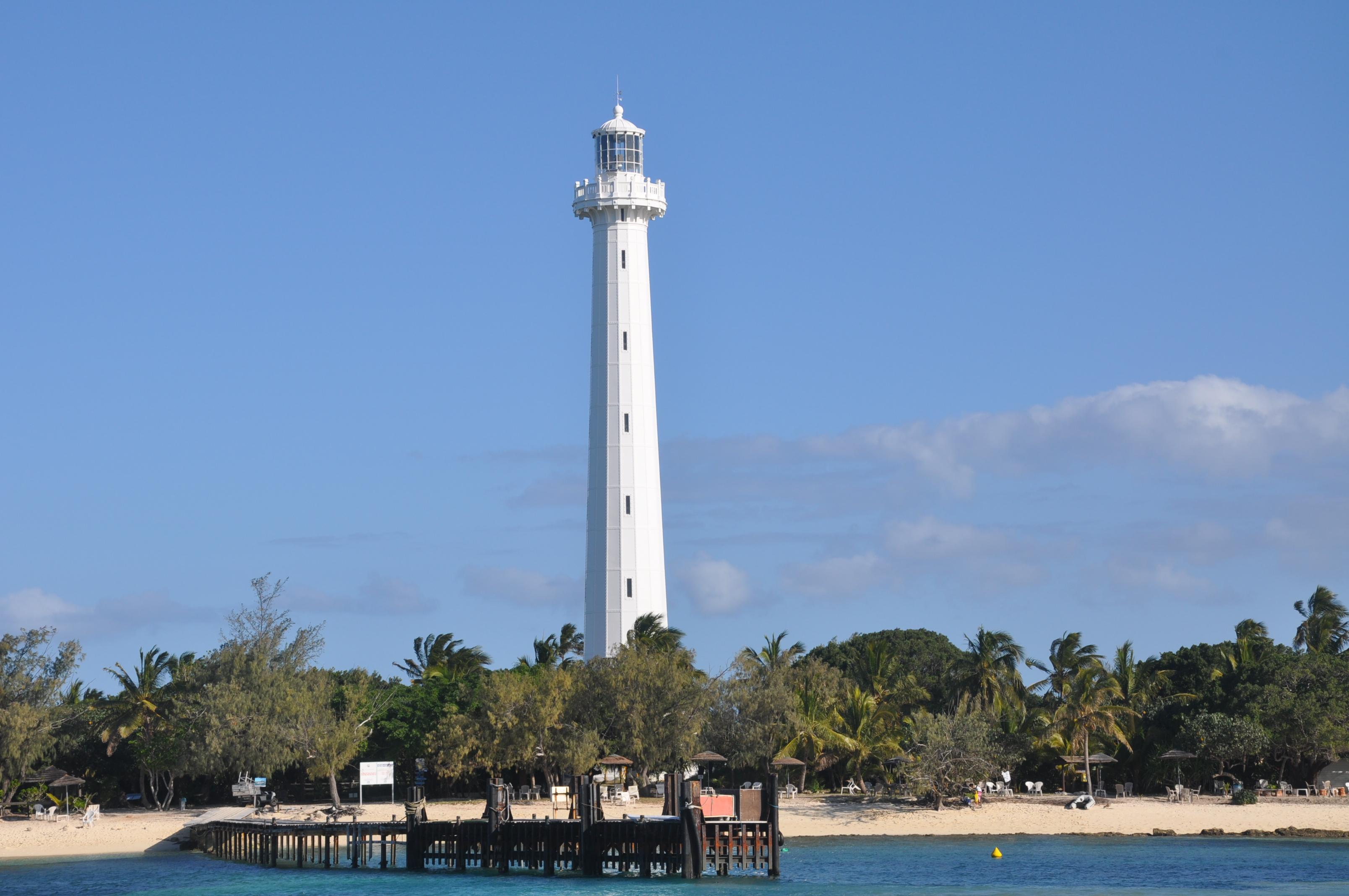
Le phare Amédée.

C’est en 2009 qu’il retrouve le monde des phares, dans lequel il avait gardé des liens depuis la préparation de sa thèse, en prenant le poste de chargé de mission pour le patrimoine des phares à la Direction des affaires maritimes.
En 2010, il est, avec Valérie Vattier co-auteur de l'ouvrage Le phare Amédée, lauréat du grand prix du 12e Salon du livre insulaire à Ouessant.
En 2012, Vincent Guigueno est commissaire de l'exposition Phares qui est proposée au Musée national de la Marine du 7 mars au 4 novembre,,.
Il intègre le corps des conservateurs du patrimoine le 1er janvier 2015. Il travaille ensuite au Musée national de la Marine (2015-2017) avant de rejoindre le Musée du quai Branly-Jacques Chirac. 
En septembre 2022, il est élu dans la section "histoire, lettres et arts" de l'Académie de Marine.

## Publications

### Ouvrages
- avec Marc-Olivier Baruch, Le Choix des X : L'École polytechnique et les polytechniciens (1939-1945), Fayard, 2000, 349 p. (ISBN 978-2-213-60851-8)[13],
- Au service des phares : La signalisation maritime en France, XIXe – XXe siècle, Rennes, Presses universitaires de Rennes, coll. « Art et Société », 2001, 258 p. (ISBN 2-86847-579-5, présentation en ligne)[14],
- avec Pierre Le Bihan (photogr. Frank Guillaume), Vers le phare : Mont d'An Tour-Tan (édition bilingue français-breton), Terre de brume, 2001, 93 p. (ISBN 978-2-84362-134-5),
- Jean Epstein : cinéaste des îles : Ouessant, Sein, Hoëdic, Belle-Île, Éditions Jean-Michel Place, coll. « Histoire figurée », 2003, 124 p. (ISBN 978-2-85893-733-2)[15], (prix prose narrative du salon du livre insulaire 2003),
- avec Christian Delage, L'Historien et le film, Gallimard, coll. « Folio histoire », 2004, 368 p. (ISBN 978-2-07-041703-2, présentation en ligne)[16],
- Phares  (photogr. Jean Guichard), Reader's Digest, 2005, 264 p. (ISBN 978-2-7098-1683-0),
- De phare en phare  (photogr. Jean Guichard), Paris/Bruxelles/Montréal etc., Reader's Digest, 2007, 383 p. (ISBN 978-2-7098-1901-5),
- avec Mathieu Flonneau (dir.) et al. (préf. Bruno Latour), De l'histoire des transports à l'histoire de la mobilité, Rennes, Presses Universitaires de Rennes, 2009, 331 p. (ISBN 978-2-7535-0908-5, présentation en ligne),
- avec Valérie Vattier, Le Phare Amédée : lumière de Paris et de la Nouvelle-Calédonie, Nouméa/Bonsecours, Éditions Point de vues, 2010, 144 p. (ISBN 978-2-915548-37-2, présentation en ligne) (Grand prix du salon du livre insulaire, Ouessant, 2010),
- Les phares : Gardiens des côtes de France, Paris, Gallimard, coll. « Découvertes Gallimard / Sciences et techniques » (no 580), 2012, 128 p. (ISBN 978-2-07-044416-8, présentation en ligne),
- avec François Goven (dir.) et al., Phares : Monuments historiques des côtes de France, Paris, Éditions du Patrimoine Centre des monuments nationaux, coll. « Patrimoines en perspective », 2013, 232 p. (ISBN 978-2-7577-0287-1, présentation en ligne).
- avec Jean Guichard, Tabarly : de mémoire, Paris, La Martinière, 2018, 240 p. (ISBN 978-2-7324-8654-3),
- avec Jean Guichard, Le monde perdu des phares, Paris, La Martinière, 2018, 256 p. (ISBN 978-2-7324-8657-4),
- Le tour du monde en 80 phares, Vanves, E/P/A, 2019, 328 p. (ISBN 978-2-37671-036-3, présentation en ligne),
- Le musée imaginaire, GEO/Moulinsart, coll. « Tintin, c 'est l'aventure », 2021, 96 p. (ISBN 978-2-8104-3218-9, présentation en ligne)

### Articles en ligne (sélection)
- avec Antoine Picon, « Entre rationalisme et éclectisme, l’enseignement d’architecture de Léonce Reynaud », Bulletin de la Sabix, vol. 16,‎ 1996, p. 12-20 (lire en ligne [PDF]),
- « Des phares-étoiles aux feux-éclairs », Réseaux, no 109,‎ mai 2001, p. 96-112 (lire en ligne),
- « Le visage de l’histoire : L’armée des ombres et la figuration de la Résistance au cinéma », Vingtième Siècle : Revue d'histoire, no 72,‎ avril 2001, p. 79-87 (lire en ligne),
- « Le rivage des ingénieurs », Le Mouvement social, no 200,‎ mars 2002, p. 147-152 (lire en ligne),
- (en) « Engineering the words : Robert Louis Stevenson and the Bell Rock Lighthouse », The Yale University Gazette, vol. 80, nos 1/2,‎ octobre 2005, p. 57-64 (lire en ligne),
- « Jean Epstein : un cinéaste à deux faces », Cinémathèque française,‎ 19 octobre 2005 (lire en ligne),
- « La France vue du sol : une histoire de La Mission photographique de la Datar (1983-1989) », Études photographiques, no 18,‎ mai 2006, p. 96-119 (lire en ligne),
- « Un spectacle médiatique pour la ville et le monde : La Coupe de l'America et New York (1893-1903) », Le Temps des médias, no 9,‎ février 2007, p. 79-90 (lire en ligne),
- « Nous ne sommes pas des nouveaux venus dans ces mers » : Centenaire de Lapérouse et présence française dans le Pacifique (1879-89) (Communication présentée au colloque « Lapérouse et les explorateurs français du Pacifique. Espaces de découverte et savoirs scientifiques (1760-1840) »), Musée national de la Marine, 16-17 octobre 2008, 9 p. (lire en ligne [PDF]),
- Le Phare en pièces détachées, Amédée et les tours métalliques du XIXe siècle, OpenEdition Journals, 2012 (lire en ligne).

### Audiovisuel
- [vidéo] « Douze minutes avec François Jouas-Poutrel, ancien gardien de phare  (diaporama, photographies d'Alain Roupie), Musée de la Marine, 2012 », sur YouTube,
- [vidéo] « Phares en questions : Vincent Guigueno, commissaire de l'exposition "Phares" répond aux questions des amis Facebook du musée national de la Marine (2012) », sur YouTube,
- [vidéo] « Ouessant, l'île des phares, 2013 », sur YouTube,
- Les maîtres de phare (documentaire sonore, 45 min), Radio France Internationale, 2016.

## Prix
- 2003 : prix prose narrative du salon du livre insulaire, pour Jean Epstein, cinéaste des îles : Ouessant, Sein, Hoëdic, Belle-Île[17],
- 2010 : grand prix du salon du livre insulaire pour Le Phare Amédée, lumière de Paris et de la Nouvelle-Calédonie, co-écrit avec Valérie Vattier[1],[7],[18],
- 2012 : médaille de l'Académie de marine pour Le Phare Amédée,...[19],[20].
- 2016 : prix André Giret de l'Académie de marine[21],
- 2019 : prix beau livre de l'Académie de marine pour Le tour du monde en 80 phares[22].

### Autres médias
- Jean Lebrun, « Les phares : Pour retracer l'histoire passionnante des phares, Jean Lebrun reçoit Vincent Guigueno », sur France Inter : La Marche de l'histoire, 29 juin 2011,
- Mathieu Vidard, « Phares et ponts : pour en parler Élisabeth Dumont le Cornec et Vincent Guigueno », sur France Inter : La Tête au carré, 7 mars 2012,
- Bruce Toussaint, « Les phares, une lumière dans la nuit : Vincent Guigueno et François Jouas-Poutrel reviennent sur la beauté des phares. », sur Europe 1, 28 mars 2012.
- [vidéo] « Tébéo, autour des phares et balises : Interview de Vincent Guigueno (2016) », sur YouTube,
- Jean Lebrun, « Le sauvetage en mer »(Archive.org • Wikiwix • Archive.is • Google • Que faire ?), sur France Inter : La Marche de l'histoire, 23 mai 2017,
- Jean Lebrun, « Eric Tabarly, bientôt les bateaux voleront », sur France Inter : La Marche de l'histoire, 13 juin 2018,